# Кулик, Николай Васильевич
Никола́й Васи́льевич Кули́к (укр. Микола Васильович Кулик; род. 16 августа 1958 года, Перемышляны, Львовская область, Украинская ССР) — украинский хоровой дирижёр, педагог. Заслуженный деятель искусств Украины (1993). Народный артист Украины (2018).

## Биография
В 1982 году окончил Львовскую консерваторию (класс Б. Завойского), где с тех пор преподает: с 2008 года — профессор кафедры хорового и оперно-симфонического дирижирования. Одновременно с 1981 года — хормейстер, с 1990 — главный дирижёр и художественный руководитель хоровой капеллы «Трембита», которая в 1995 году стала лауреатом государственной премии Украины имени Тараса Шевченка. 
C хоровой капеллой воплотил проекты «Большая месса» и «Реквием» Моцарта, ораторию «Мессия» Генделя, литургии М. Вербицкого и Д. Сичинского.
Также был организатором камерного хора Дома органной и камерной музыки, руководителем народной хоровой капеллы студентов «Гаудеамус» Национального университета «Львовская политехника».
C 1994 года записал ряд аудиозаписей украинской современной музыки. В 1996 году основал международный художественный проект «Духовная музыка Украины».